# Caminar sobre las aguas
Caminar sobre las aguas fue una coproducción sueca-israelí, dirigida por el israelí Eytan Fox en el año 2004. El rodaje tuvo lugar en Estambul, en Israel, en el mar de Galilea, en el Mar Muerto, en Jerusalén y en Berlín.

## Argumento
Tras el suicidio de su mujer, Eyal, un agente de la inteligencia israelí (Mossad), es asignado para que elimine a un criminal de guerra nazi a quien muchos daban por muerto pero que aún podría estar vivo, el exoficial Alfred Himmelmans, para lo cual debe hacerse amigo de su nieto, Axel. Fingiendo ser un guía turístico en Israel, Eyal lleva a Axel a hacerle una visita a su hermana Pia. Los dos hombres inician un viaje por Israel, durante el cual Axel desafía los valores tradicionales de Eyal, surgiendo una tensión sexual entre ambos. Cuando Eyal descubre la homosexualidad de Axel, sus preferencias sexuales lo hacen desistir de su misión, pero sus superiores lo convencen de que prosiga. En la fiesta del cumpleaños del exoficial, a la que Eyal es invitado, este confirma que el criminal de guerra aún vive; la familia de Axel lo trata amablemente, aunque finalmente surgen tensiones entre Axel y sus padres, sobre todo con su madre. Cuando Axel, enojado, acude al cuarto de Eyal para platicar con él, descubre sin querer que éste tiene todo un expediente sobre su familia, y se entera así de sus verdaderas intenciones. Después, en otra visita a la casa de la familia de Axel, Eyal entra subrepticiamente al cuarto del exoficial nazi pero, a pesar de que éste se encuentra dormido y totalmente vulnerable, finalmente no se atreve a inyectarle la sustancia que lo mataría. A sus espaldas se encuentra Axel, viéndolo proceder y sin hacer ni decir nada. Al desistir Eyal de su intención y salir del cuarto, Axel decide quitarle la vida al abuelo, cerrando la llave de su tanque de oxígeno. En el cuarto de Axel, Eyal llora en su hombro al recordar el hecho de que su esposa, en la carta que le dirigió antes de quitarse la vida, le dijo que él destruye todo lo que tiene cerca. Dos años después, Eyal ya está casado, tiene un hijo, y termina siendo muy buen amigo de Axel.

## Personajes
- Eyal (Lior Ashkenazi)
- Axel Himmelman (Knut Berger)
- Pia Himmelman (Caroline Peters)
- Menachem (Gideon Shemer)
- Rafik (Yousef Sweid)

## Premios y nominaciones

### Premios Ophir (2004)

#### Ganados
- Mejor música - Ivri Lider
- Mejor música, canción original - Ivri Lider
- Mejor sonido - Gil Toren

#### Nominado
- Mejor película
- Mejor actor - Lior Ashkenazi
- Mejor director - Eytan Fox
- Mejor guion - Gal Uchovsky
- Mejor fotografía - Tobias Hochstein
- Mejor edición - Yosef Grunfeld

### Premios César (2006)

#### Nominado
- Mejor película extranjera